# Dawson Creek (Colúmbia Britânica)
Dawson Creek é uma cidade no nordeste da Colúmbia Britânica, no Canadá. O município possui uma área de 24.37 km² e uma população de 11.583 habitantes em 2011.
Dawson Creek deriva seu nome do riacho do mesmo nome que percorre a comunidade, o córrego foi nomeado após George Mercer Dawson com um membro de sua equipe fazerem um exame do solo quando passaram na área em agosto de 1879. A comunidade cresceu rapidamente em 1942 quando o exército dos Estados Unidos usou o terminal ferroviário como um ponto de transbordo durante a construção da Alaska Highway (estrada do Alasca). Nos anos 50, a cidade foi conectada ao interior da Colúmbia Britânica através de uma estrada de ferro que atravessava as montanhas rochosas. Desde a década de 1960, o crescimento da comunidade abrandou-se.
Dawson Creek está próxima da fronteira da Colúmbia Britânica com Alberta, está nas terras secas e ventosas das pradarias da região do Rio Peace. Como a sede do Distrito Regional do Rio Peace, é um centro de serviços para as áreas rurais ao sul do Rio, a cidade tem sido chamada de "Capital da Paz", e também conhecida como a "Mile 0 City (Cidade da Milha 0)", referindo-se à sua localização no extremo sul da rodovia do Alasca. Ela também possui uma aldeia de interpretação do patrimônio, uma galeria de arte, e um museu. Eventos anuais incluem uma feira de outono e rodeio.